# 21618 Sheikh
21618 Sheikh (1999 JT122) là một tiểu hành tinh vành đai chính được phát hiện ngày 13 tháng 5 năm 1999 bởi Nhóm nghiên cứu tiểu hành tinh gần Trái Đất phòng thí nghiệm Lincoln ở Socorro.